# Maria Judite de Carvalho
Maria Judite de Carvalho GOIH (Lisboa, 18 de setembre de 1921 – 1998) va ser una escriptora portuguesa.

## Biografia
Entre 1949 i 1955, va viure a França i Bèlgica. Es va casar amb Urbano Tavares Rodrigues.
Malgrat la notable qualitat del seu estil i la profunditat de la seva obra (entre allò còmic i allò grotesc) l'autora és poc coneguda pel públic en general.
"Maria Judite de Carvalho segueix sent una escriptora d'actualitat renovada, difícil de catalogar en l'estil a què generalment s'associa (hereu de l'existencialisme i de l'anomenada "nova novel·la"), hàbil exploradora de la desesperació i de la solitud quotidiana en la gran ciutat.
Les seves obres no pretenen ser tractades de moral, més avaiat es limiten a insinuar o a suggerir possibles opcions a través de textos breus en una narració neta, intimista i sense excessos estilístics.>
El 10 de juny de 1992, va rebre la distinció de Cavallers grans oficials de l'Orde de l'Infant Dom Henrique.

## Obra
En l'obra de Maria Judite de Carvalho els personatges projectes una sensació de soledat, producte de la presència constant de la inquietud i el desassossec que perceben en el món. El silenci apareix en els seus textos com una constant de l'ésser humà, conseqüència de la falta de diàleg o de la seva insonsitència.
La presència dels seus personatges ahistòriics constitueix l'escenari sobre el qual s'il·lustren les vides d'abandonament i angoixa sense remei que ocorren brutalment a la majoria dels protagonistes dels seus contes, en què la solitud és irremeixable i perenne, negant qualsevol possibilitat de felicitat.
Alguns dels contes de Maria Judite de Carvalho il·lustren, com una constant, un univers de ficció travessat pel buit, pel silenci, per la irreversibilitat del temps i per l'aparença: As palavras poupadas (1960) revela el rebuig del discurs excessiu, en una postura d'eliminació d'allò superflu; Paisagem sem barcos (1963),  Armários Vazios (1966) i el títol dels contes Impressões Digitais e Vínculos Precários suggereix el buit que omple les vides i la superficialitat de les accions humanes. A Janela Fingida (1975) sembla voler il·lustrar el proverbi "no tot és el que sembla", havent-hi sempre lloc per a la mentida, per l'omissió i per l'engany.